# San Bartolo Yautepec
San Bartolo Yautepec è un comune del Messico, situato nello stato di Oaxaca.